# Sammy Cahn
Sammy Cahn (n. 18 iunie 1913, New York City, New York, SUA – d. 15 ianuarie 1993, Los Angeles, California, SUA) a fost un muzician și compozitor american. 

## Biografie
A fost căsătorit cu Gloria Nelson (1945-1964) și cu Virginia Vasile (1970-1993). A colaborat cu Dean Martin, Doris Day, Frank Sinatra. Compozitie: All The Way, Be My Love, Let It Snow. Este compozitorul coloanei sonore din serialul de comedie Familia Bundy, alaturi de Jimmy Van Heusen („Love And Marriage” - Frank Sinatra).
Împreună cu Jule Steyne a compus piese pentru diferite filme și musicaluri. În 1955 a intrat în parteneriat cu Jimmy Heusen compunând melodii pentru Frank Sinatra.